# Lycianthes ecuadorensis
Lycianthes ecuadorensis là loài thực vật có hoa trong họ Cà. Loài này được Bitter mô tả khoa học đầu tiên năm 1919.